# Neocatara subdivisa
Neocatara subdivisa är en insektsart som först beskrevs av Walker 1870.  Neocatara subdivisa ingår i släktet Neocatara och familjen Tropiduchidae. Inga underarter finns listade i Catalogue of Life.